# Tórtoles de Esgueva
Tórtoles de Esgueva – gmina w Hiszpanii, w prowincji Burgos, w Kastylii i León, o powierzchni 79,2 km². W 2011 roku gmina liczyła 509 mieszkańców.